# ベドウィン・シェパード・ドッグ
ベドウィン・シェパード・ドッグ（英：Bedouin Shepherd Dog）とは、中東およびサハラ砂漠に住んでいるベドウィン族によって飼育されている牧羊・牧駱（ぼくらく）用犬種である。ドイツ語ではイシュターレンフント（Ishtarenhund）という。

## 歴史
何千年も前にベドウィン族によって生み出された犬種で、中東のパリア犬タイプの犬種を飼い慣らして改良を加えて作り出された。羊の群れを移動させる牧羊犬としてだけでなく、食用・採乳用の山羊の誘導を行う牧山羊犬や、乗用のラクダを移動させる牧駱犬としての働きも行っている。また、テントの見張りや部族のペットとしても飼育されている。
沢山飼育されている犬種ではあるが、めったに他地域に出ることはなく、メディアにも露出しない。ベドウィン族以外では犬に詳しい一部の専門家やベドウイン族にかかわりのある人にしか知られていない犬種で、国際畜犬連盟やケネルクラブへの申請も行われていない。しかし、大切に飼育されているため、絶滅の心配はないといわれている。

## 特徴
スリムで引き締まった体つきをしている。足は長く、頭部はやや小さめである。マズルは短めだが、先細りである。耳は垂れ耳または半垂れ耳である。コートは短いがもつれ気味で、毛色はイエローやサンディー（砂色）の単色や、ブラック・アンド・ホワイト、サンディー・アンド・ホワイトなどがありバリエーション豊かである。長い尾はふさふさしていて垂れ尾である。体高51〜61cm、体重18〜25kgの大型犬で、性格は忠実で献身的、勇敢である。主人に喜んでもらうためには努力を惜しまない。牧羊犬のため運動量は非常に多く、活発である。非常に丈夫な犬種で、砂嵐や砂漠の厳しい暑さ、粗食に耐えることができる。また、遺伝的にかかりやすい病気もほとんどない。

## 参考
『デズモンド・モリスの犬種事典』デズモンド・モリス著書、福山英也、大木卓訳 誠文堂新光社、2007年